# Leavenworth Constitution
Die Leavenworth Constitution war eine von vier Verfassungen, die während der Zeit des Bleeding Kansas entworfen und vorgeschlagen wurden. Sie wurde nicht angenommen.
Die Konventsmitglieder hatten gedacht, dass die Leavenworth-Verfassung unter einem anderen Namen bekannt wird. Dieser Name ist je nach Schreibweise mit Minneola Constitution oder Mineola Constitution angegeben.

## Geschichte
Der Konvent, der die Verfassung einberufen hatte, wurde durch ein Gesetz der Legislative des Kansas-Territorium einberufen, während die Lecompton Constitution im US-Kongress verhandelt wurde. Der Konvent wurde in Minneola einberufen und vertagte sich am 23. März und zog nach Leavenworth. Sie wurde vom Konvent in Leavenworth am 3. April 1858 angenommen und von der Bevölkerung am 18. Mai 1858. Die Anzahl an Personen, die über die Verfassung abstimmten, war relativ gering. Sie wurde als Gegenvorschlag zur Lecompton-Verfassung in den Kongress eingebracht. Am 6. Januar 1859 wurde sie eingebracht und dann an das Komitee für die Territorien verwiesen.
Sie wurde vom US-Senat als zu progressiv abgelehnt und trat deshalb nicht in Kraft. Im Vorfeld hatte sich Präsident Buchanan für die Lecompton Constitution ausgesprochen. Als auch diese jedoch nicht angenommen wurde, sank das Interesse an der Leavenworth-Verfassung.
Die anderen Verfassungen, die in dieser Zeit entworfen worden sind, sind die Topeka Constitution von 1855, die Lecompton Constitution von 1857 und die Wyandotte Constitution von 1859.

## Inhalt
Die Verfassung wurde von Free-Staters entworfen und gilt als die progressivste der vier Verfassungen des Bleeding Kansas. Der Text enthielt dabei das Verbot von Sklaverei, allerdings war dieses Verbot darauf begrenzt, dass die Begründung neuer Sklaverei verboten war, die bisherige Eigentumssituation wurde nicht angetastet, womit nach Einschätzung von Zeitgenossen der Effekt verschmälert wurde. Der Verfassungsvorschlag sprach von „all men“, womit er keinen Unterschied zwischen den Rechten von Menschen mit weißer und schwarzer Hautfarbe machte. Ebenso enthielt sie gewisse Ansätze von Frauenrechten.
Der Verfassungsvorschlag folgte in zahlreichen Formulierungen der vorherigen Topeka Constitution und wurde in nur wenigen Monaten geschrieben.